# Протокол HSR
Протокол HSR (от англ. High-availability Seamless Redundancy — Высоконадёжное однородное («бесшовное») резервирование, также HASAR) — протокол параллельного резервирования соединений. Используются две активные линии связи, информация передается по обеим линиям, параллельная конфигурация. Однородное резервирование с высоким коэффициентом готовности, с нулевым временем реконфигурации. Предусматривается параллельная и кольцевая конфигурация.
Технологии описана стандартами МЭК 62439-3 (PRP и HSR). На сегодняшний день обе технологии находятся в активной фазе проработки. На обе технологии будут дополнительные ссылки в МЭК61850 Ed 2
PRP и HSR подходят для приложений, требующих высокой доступности и короткого времени переключения.  Для таких приложений время восстановления широко используемых протоколов, таких как Rapid Spanning Tree Protocol (RSTP), слишком велико. Он был принят для автоматизации электрических подстанций в рамках IEC 61850.  Он используется в синхронизированных приводах (например, в печатных машинах) и инверторах большой мощности.